# Convento di San Francesco (Cetona)
Il convento di San Francesco si trova nella località omonima, nel comune di Cetona.

## Descrizione
Venne edificato nel 1212 e si inserisce in una suggestiva cornice naturale. È sovrastato da un pianoro conosciuto come "Salto del diavolo", legato alla leggenda francescana. Il convento col tempo crebbe di importanza e sul finire del XIV secolo venne costruita una nuova chiesa, ad unica ampia navata con arcone che divide il presbiterio.
Il convento, soppresso in epoca napoleonica e ampiamente restaurato, ospita attualmente la comunità "Mondo X" per il recupero dei tossicodipendenti.
Vi si conservavano una Madonna col Bambino, detta Madonna del Soccorso, di Sano di Pietro, e una Madonna col Bambino di Girolamo di Benvenuto, esposte ora al museo di Chiusi. Sulla parete destra e sull'arcone sono visibili tracce di affreschi del XV secolo.